# Sant Serni de Terrers
Sant Serni de Terrers és una església del municipi de Capolat (Berguedà) inclosa en l'Inventari del Patrimoni Arquitectònic de Catalunya.

## Descripció
Església romànica d'una sola nau i sense absis, ubicada entre antics plans de conreu voltats de bosc. És de petites dimensions, de planta rectangular amb parament de grans carreus de pedra sense desbastar disposats en fileres. Al mur de migjorn hi ha un cos afegit d'època posterior; al seu costat trobem la porta d'entrada, un arc de mig punt adovellat. Encara al mateix mur hi ha una finestra de doble esqueixada alta i estreta. Centrat als peus trobem el campanar d'espadanya de dues obertures, coronades amb arcs de mig punt adovellats. La coberta és a dues aigües amb embigat de fusta i teula àrab, parcialment esfondrat. L'interior era enguixat i pintat de blanc.

## Història
En aquesta església es venerava una imatge de la Mare de Déu de Terrers, probablement del s. XIII, actualment conservada en una casa particular. La construcció, però, es considera del s. XII.
A principis del segle XXI es troba en molt mal estat, la coberta s'ha esfondrat, l'interior està ple de runa i deixalles i a les parets hi ha humitats i esquerdes.